# 罗伯托·莫亚
罗伯托·莫亚（西班牙語：Roberto Moya，1965年2月11日—2020年5月21日），古巴男子田径运动员。他曾代表古巴参加1992年和1996年夏季奥林匹克运动会田径比赛，其中1992年奥运会获得一枚铜牌。